# Anna's Hoeve
Anna’s Hoeve is een recreatiebos, natuurgebied en woonwĳk in de gemeenten Hilversum en Laren. Het is in de jaren 1930 ontstaan als werkverschaffingsproject waarbij door werklozen siervijvers en heuvels werden aangelegd. Sinds 2013 is er aan Hilversumse zĳde een woonwĳk op een deel van het gebied verrezen.

## Geschiedenis
Het gebied met zand- en heidegronden ten westen van het Laarder Wasmeer, Liebergen genoemd, werd bij de zogenoemde heideverdeling na 1836 gekocht door Gerardus Vrolik, eigenaar van het aanpalende kasteel Drakenburg. Hij liet er in 1844 een boerderij bouwen die vernoemd werd naar zijn vrouw Anna. Nadat gronden en boerderij een aantal keer van eigenaar waren gewisseld en het na de aanleg van de Oosterspoorweg in 1874 nogal geïsoleerd was komen te liggen, werd het gebied met Anna's Hoeve in 1910 gekocht door jonkheer Van Kretschmar van Veen. In 1931 kocht de gemeente Hilversum het inmiddels flink verwilderde terrein.

### Aanleg
Vanwege de grote economische crisis van de jaren 30 werden vanaf 1930 het gebied werkverschaffingsproject voor werklozen in gericht als wandelbos. Er werden 'siervijvers' gegraven en heuvels opgeworpen. In totaal zijn 130 mannen te werk gesteld gedurende enkele jaren.

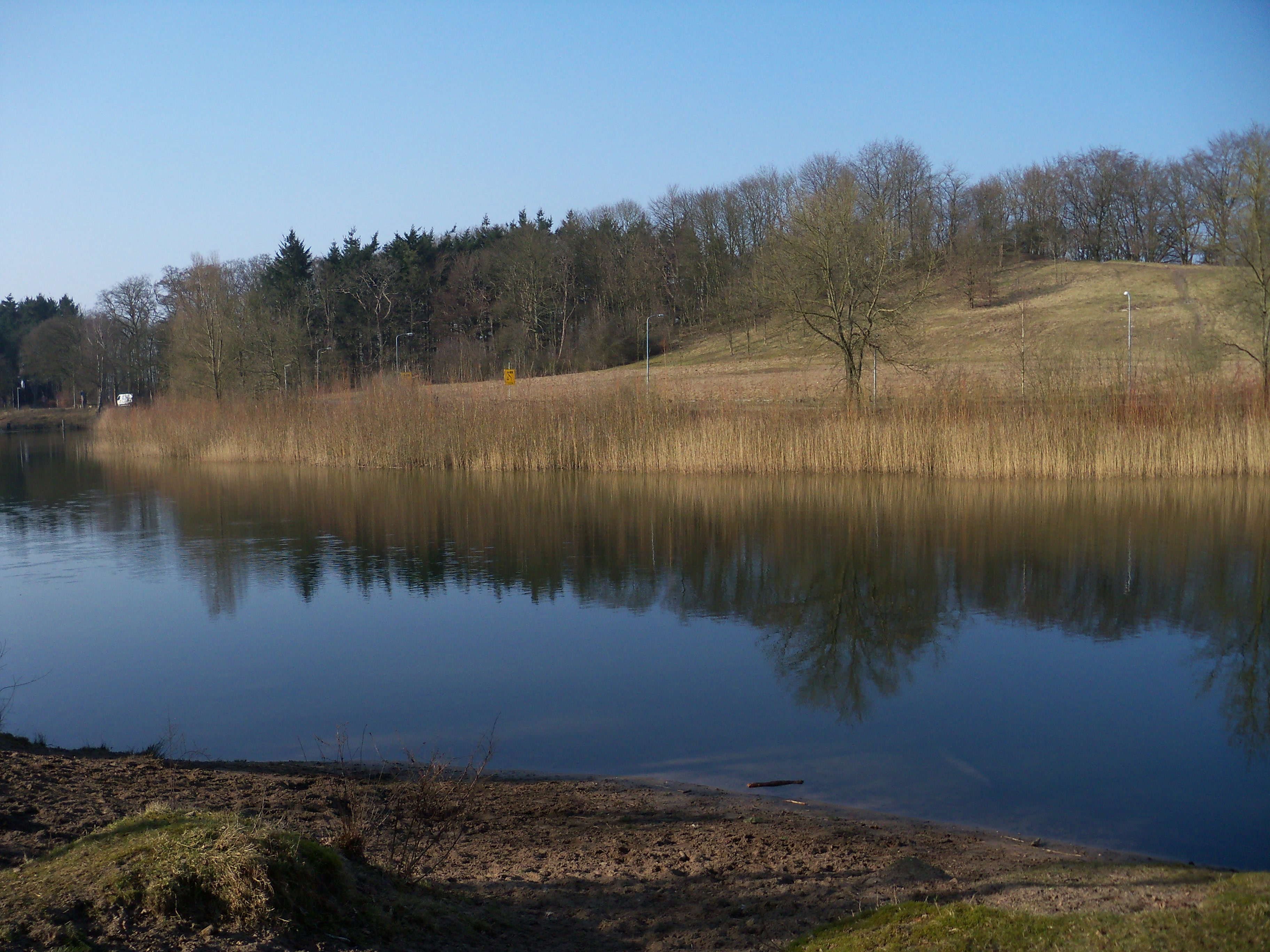
Berg van Anna's Hoeve met de in de jaren 1930 aangelegde Bergvijver

Er zijn drie siervijvers aangelegd. Met uit de vijvers vrijgekomen zand en ander materiaal werden drie heuvels opgeworpen. De berg van Anna’s Hoeve, ook wel Anna's Hoevesche Berg genoemd, stak boven alles uit met een hoogte van 24 meter boven NAP. Voor deze hoogste berg was 90.000 m³ zand nodig. Voor de andere twee heuvels was nog eens 70.000 m³ zand nodig. Veel ophogingsmateriaal kwam eveneens van de nabij gelegen vuilnisbelt en vloeivelden. De taluds van de hellingen werden beplant: jonge aanplant moest het zand ‘vastleggen’.

### Gebruik
Na gereedkoming van het nieuwe recreatiegebied was de belangstelling van het publiek groot. Hellingen en de jonge aanplant raakten beschadigd. Er kwamen ook mensen naar Anna's Hoeve om te kamperen of te zwemmen. De directeur van de gemeentelijke dienst Publieke Werken stelde daarom voor om het terrein maar af te sluiten. In de Tweede Wereldoorlog zijn grote delen van het bos door Hilversummers gekapt ten behoeve van brandhout. Aan het eind van de oorlog richtten de Duitsers het Laarder Wasmeer en de siervijvers van Anna's Hoeve in als een waterversperring. De weg werd afgesloten met een slagboom. Op het grasveld voor Anna's Hoeve stond pantserafweergeschut opgesteld.
Na 1947 werd de herbebossing ter hand genomen. In 1955 werd de speelweide opgehoogd met grond die afkomstig was van de vloeivelden.
Tot 1972 was vlak bij de Berg een theeschenkerij met uitspanning. De speeltuin kende de grootste bloeiperiode in de jaren 1960. Naast bekende speeltuinattributen was er onder andere een achtbaan, een spookhuis en een treintje. Na een brand werd het horecabedrijf herbouwd als partycentrum en het attractieparkje gesloten. In 2005 brandde ook het partycentrum af. Op de plek werd in 2016 een scouting clubhuis gebouwd.
Anna’s Hoeve is anno 2017 nog steeds een veel bezocht natuur- en recreatiegebied. De Vereniging tot Behoud Anna's Hoeve maakt zich zorgen over de instandhouding van dit 'sociaal monument'.

## Woningbouw
Een gebied bij Anna's Hoeve dat grenst aan de bebouwde kom van Hilversum is door de gemeente bestemd voor woningbouw. Tussen het Laarder Wasmeer en het stadsbos komen op de plaats van de oude rioolzuiveringsinstallatie, de wielerbaan en sportvelden 500-600 woningen. De door teerresten van de voormalige stadsgasfabriek en ander chemisch afval deels zeer verontreinigde bodem ter plaatse werd in het begin van de eenentwintigste eeuw gesaneerd. Afgegraven verontreinigde grond is opgeslagen in de nieuwe 25 meter hoge Anna's Berg die voor recreatie werd ingericht. Het nog steeds verontreinigde grondwater vormt geen bedreiging voor de woonwijk omdat het er van weg stroomt. In 2013 kwam ter plaatse een nieuwe rioolwaterzuiveringinstallatie gereed. Deze wordt door de kunstmatige heuvel gescheiden van de woonwijk.

## Afbeeldingen

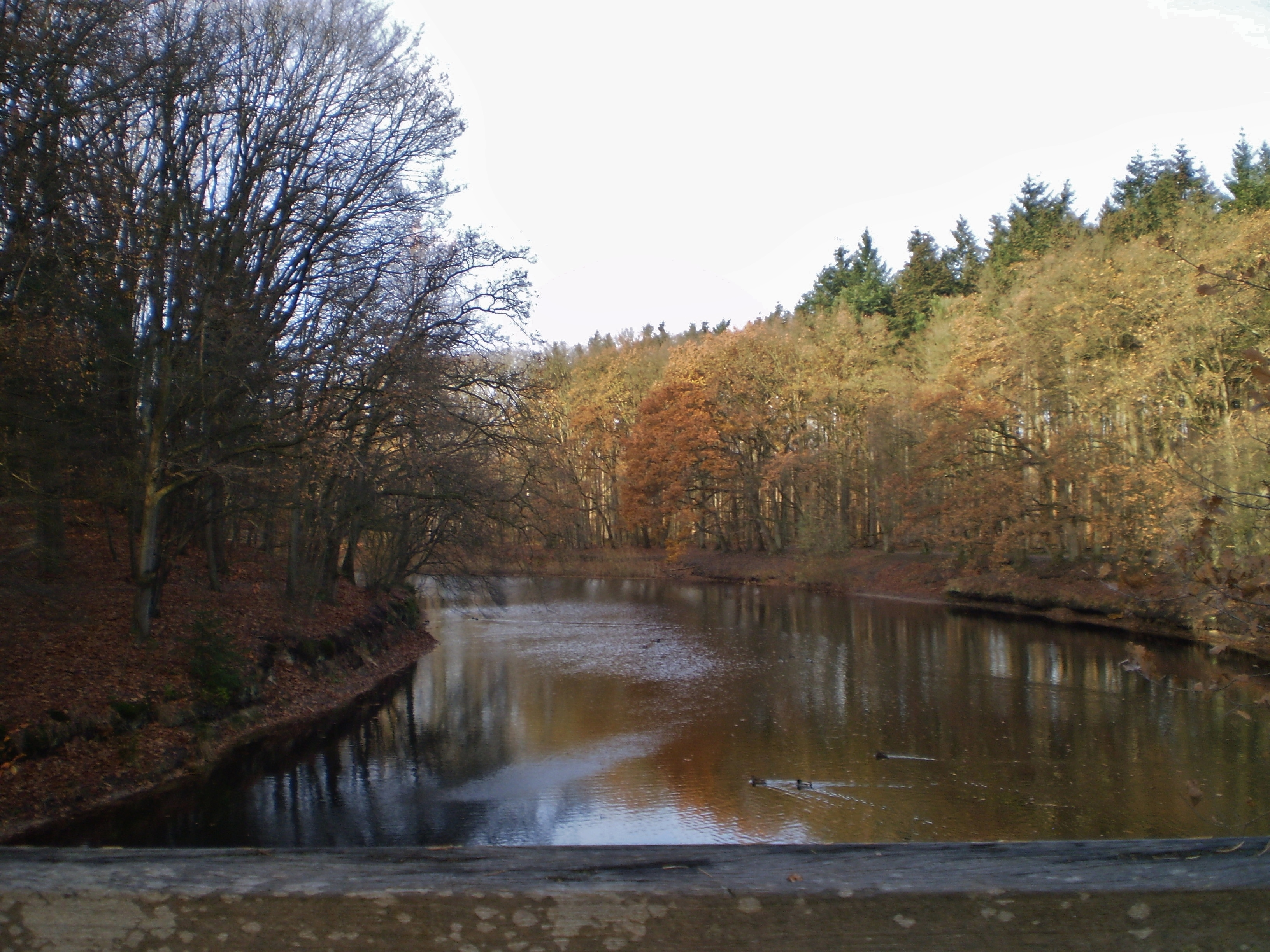
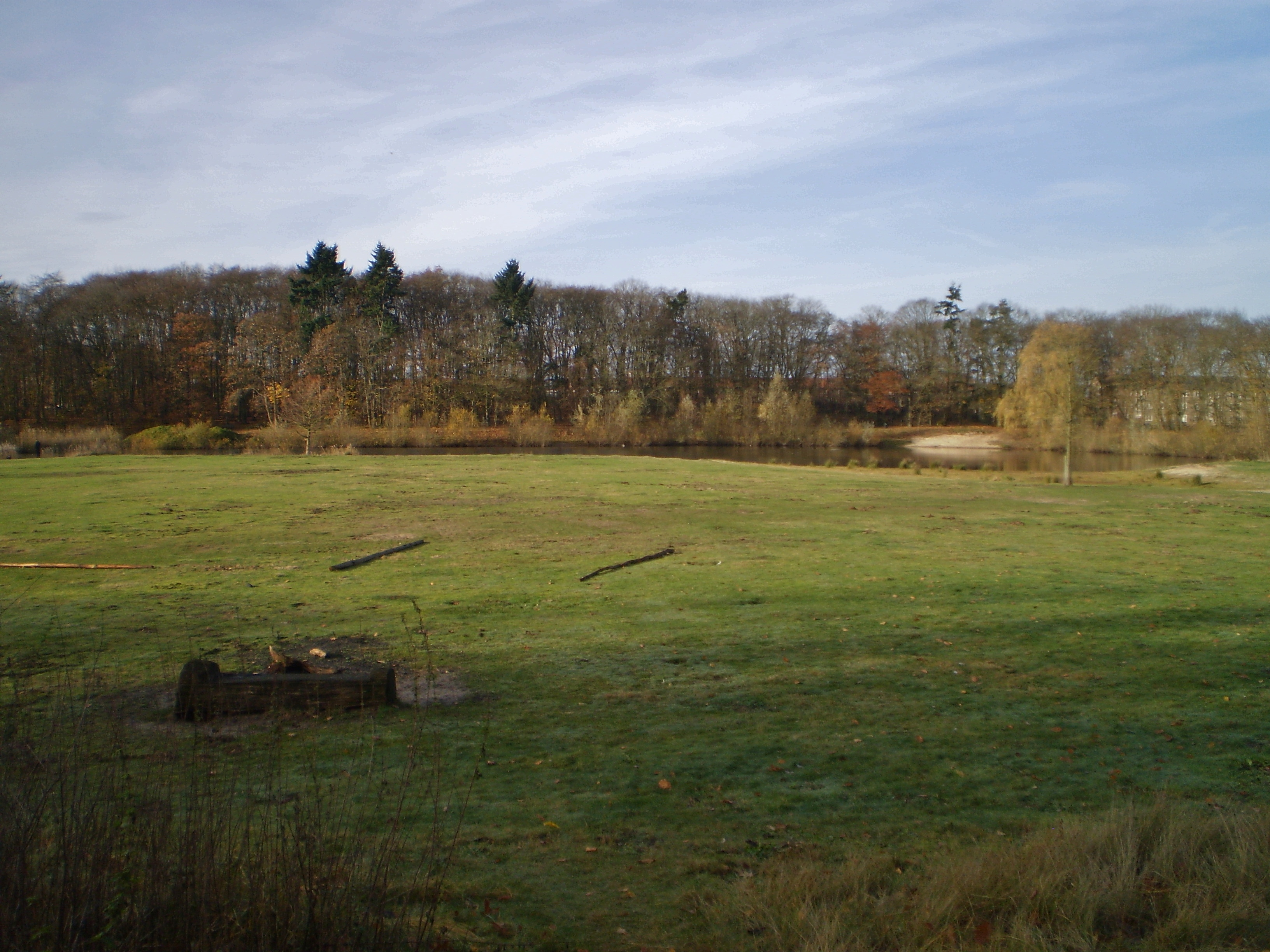
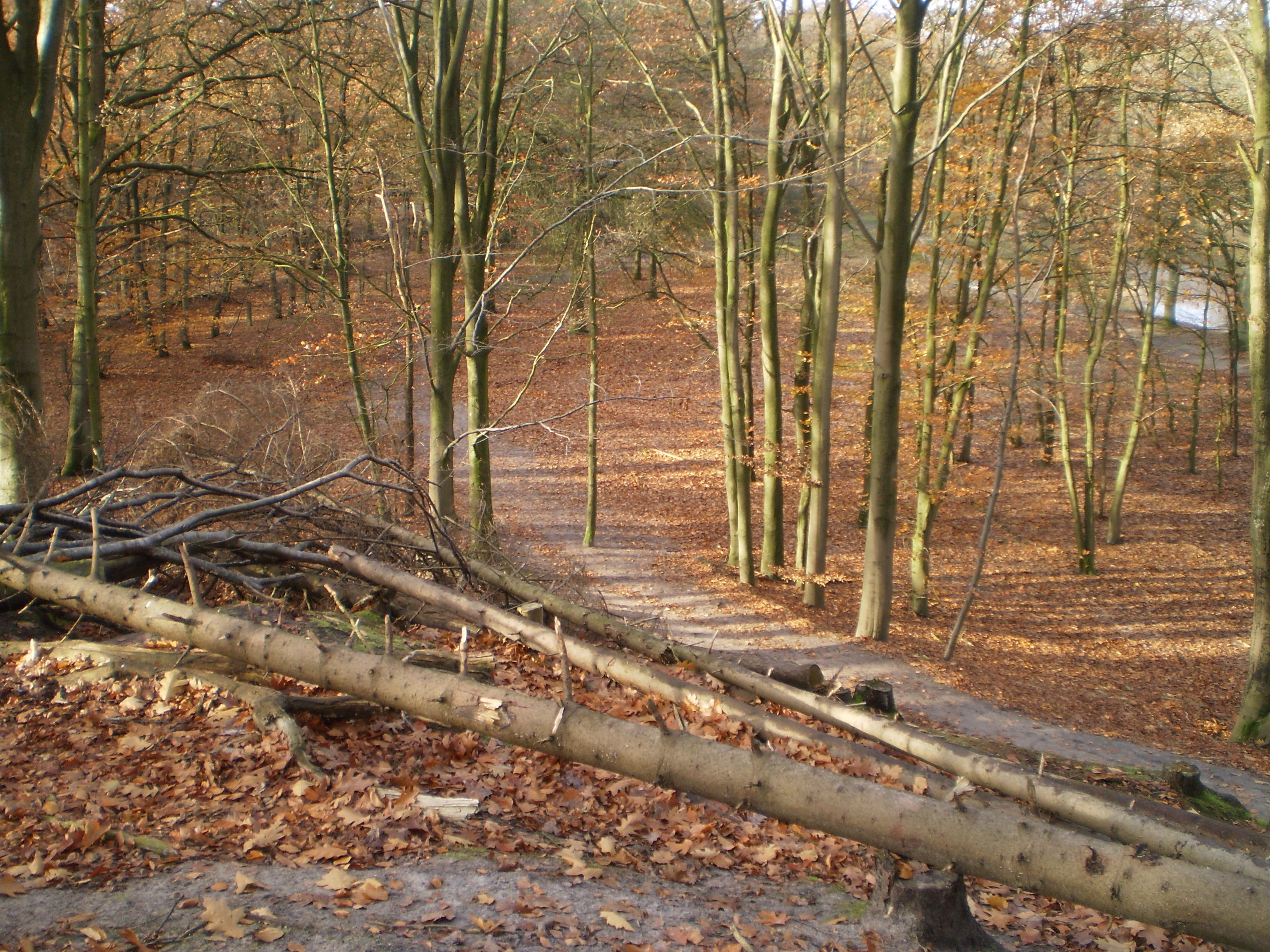
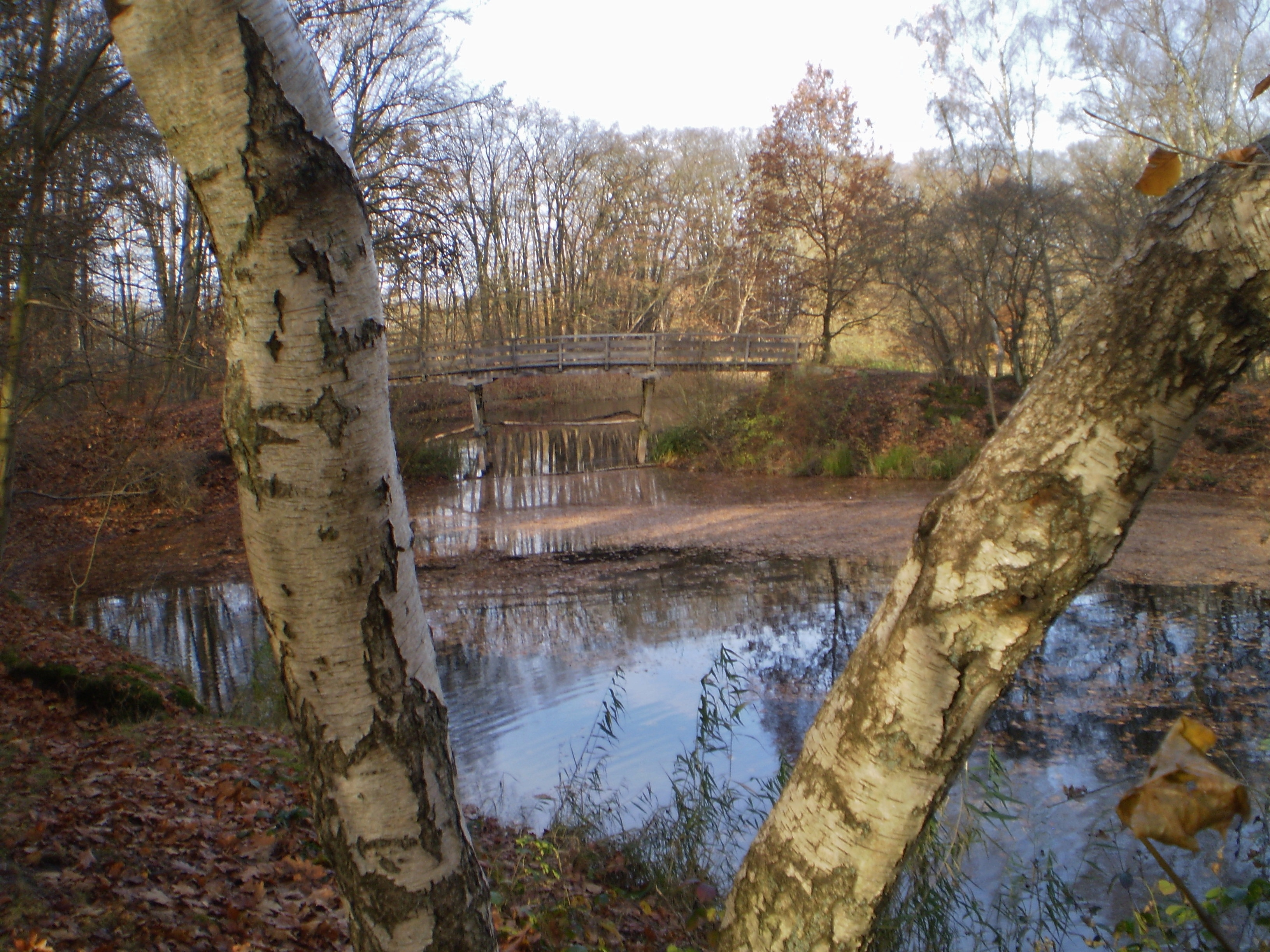
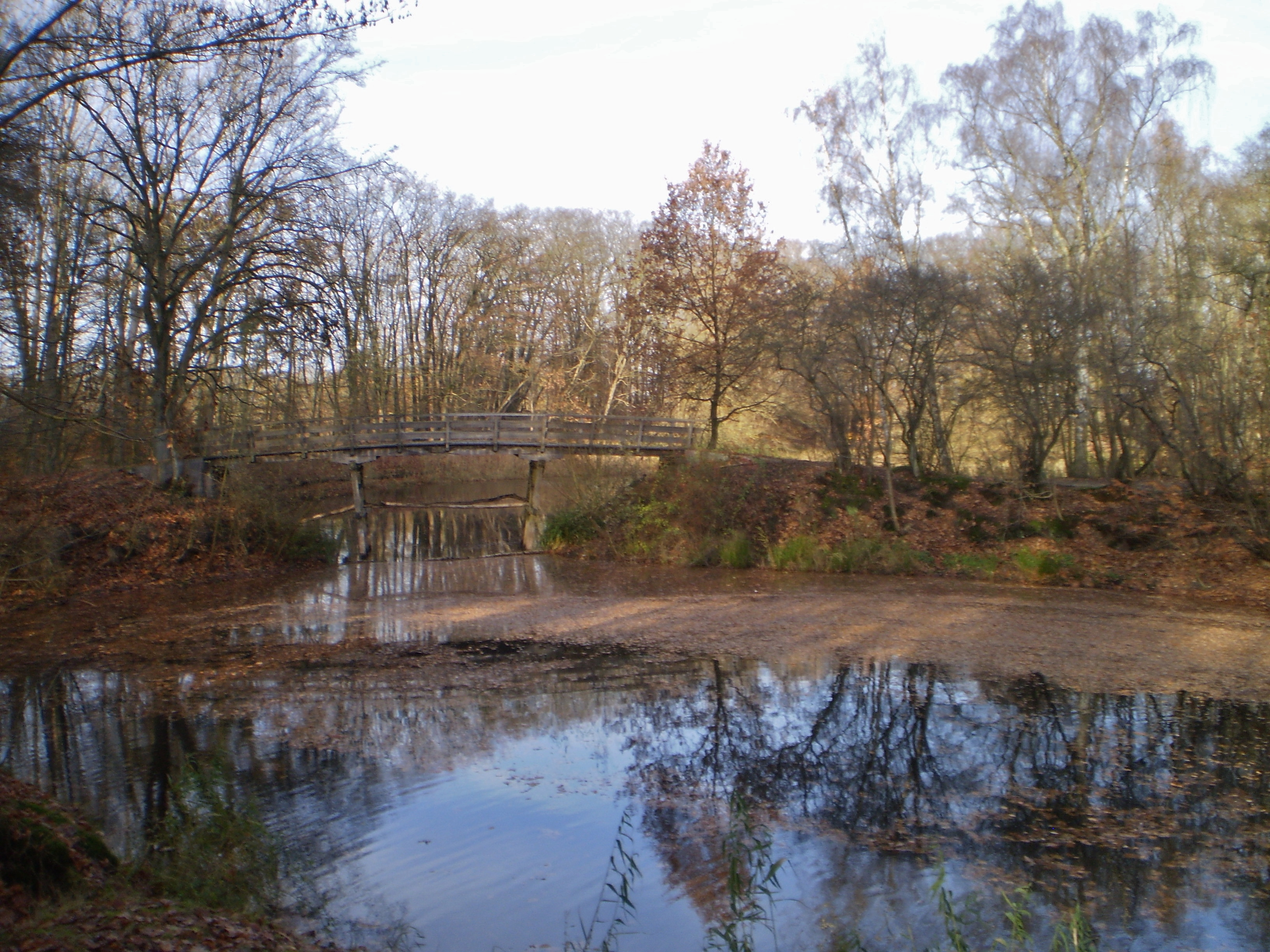